# Thư viện phần mềm khoa học GNU
Thư viện phần mềm khoa học GNU là một thư viện phần mềm viết bằng ngôn ngữ lập trình C cho các phương pháp tính toán số trong toán học ứng dụng và khoa học. Nó là một phần của dự án GNU và được phân phối theo GNU GPL.
Thư viện này hỗ trợ các tính toán sau:
- Hàm toán học cơ bản
- Số phức
- Đa thức
- Hàm toán học đặc biệt
  - Hàm airy
  - Hàm Bessel
  - Hàm Clausen
  - Hàm Coulomb
  - Hàm Dawson
  - Hàm Debye
  - Tích phân E-líp
  - Hàm E-líp (Jacobi)
  - Hàm sai số
  - Hàm Fermi-Dirac
  - Hàm Gamma
  - Hàm Gegenbauer
  - Hàm Laguerre
  - Hàm Lambert W
  - Hàm Legendre và hàm cầu điều hòa
  - Log
  - Hàm mũ
  - Hàm Digamma
  - Hàm lượng giác
  - Hàm Zeta
- Vector và ma trận
- Giao hoán và tổ hợp
- Sắp xếp
- Đại số tuyến tính
- Biến đổi Fourier
- Tích phân số
- Số ngẫu nhiên
- Phân bố xác suất
- Thống kê
- N-tuple
- Tích phân Monte Carlo
- Simulated Annealing
- Phương trình vi phân
- Nội suy
- Xấp xỉ Chebyshev
- Biến đổi Hankel rời rạc
- Tìm nghiệm
- Tìm cực trị
- Khớp bình phương nhỏ nhất
- Thuật toán Levenberg-Marquardt
- Hằng số vật lý
- Thuật toán số thập phân IEEE

Nhiều tính toán khác chưa liệt kê ở trên cũng được tìm thấy và được cập nhật thường xuyên tại thư viện phần mềm khoa học GNU.